# Liste de films ayant fait le plus d'entrées en première semaine en France
De 1945 à 1970, la politique d'exploitation d'un film était bien différente de celle beaucoup plus rapide que l'on connait depuis les années 90. La carrière d'un film s'échelonnait en moyenne sur trois ans, pour passer progressivement dans les années 70 à un an et dans les années 80 à six mois. Le nombre de copies d'un film à large diffusion se situait entre 20 et 30 en 1re semaine dans les années 50, cela ne représentant pas plus de salles de cinéma puisque le numérique n'existait pas encore. Par comparaison en 2005, il fallait en moyenne cinq semaines à un film pour réaliser 88,9 % de ces entrées. Les meilleures performances de démarrage sont donc à trouver entre 1990 et aujourd'hui. On notera que seules les exceptionnelles performances de Rambo 2 : La Mission, Le Marginal et L'As des as représentent les années 80 dans le Top 100.
En 1976, Les Dents de la mer devient le premier film à atteindre le million d'entrées en première semaine en France, puis L'Aile ou la Cuisse le premier français.
Certains box-offices comprennent les entrées des avant-premières, d'autres non.

## Liste
| Rang | Titre                                                                  | Année | Entrées,  | Nationalité                 |
| ---- | ---------------------------------------------------------------------- | ----- | --------- | --------------------------- |
| 1    | Bienvenue chez les Ch'tis                                              | 2008  | 4 378 720 | France                      |
| 2    | Les Bronzés 3 - Amis pour la vie                                       | 2006  | 3 906 694 | France                      |
| 3    | Star Wars, épisode VII : Le Réveil de la Force                         | 2015  | 3 801 235 | États-Unis                  |
| 4    | Astérix et Obélix : Mission Cléopâtre                                  | 2002  | 3 685 097 | France                      |
| 5    | Taxi 2                                                                 | 2000  | 3 478 850 | France                      |
| 6    | Avengers: Endgame                                                      | 2019  | 3 426 471 | États-Unis                  |
| 7    | Star Wars, épisode III : La Revanche des Sith                          | 2005  | 3 303 005 | États-Unis                  |
| 8    | Le Roi lion                                                            | 2019  | 3 252 896 | États-Unis                  |
| 9    | Les Aventures de Tintin : Le Secret de La Licorne                      | 2011  | 3 158 313 | États-Unis Nouvelle-Zélande |
| 10   | Harry Potter et les reliques de la mort - 2e partie                    | 2011  | 3 129 485 | États-Unis Royaume-Uni      |
| 11   | Harry Potter et la Coupe de feu                                        | 2005  | 3 088 796 | États-Unis Royaume-Uni      |
| 12   | Astérix aux Jeux Olympiques                                            | 2008  | 3 007 811 | France Allemagne            |
| 13   | Le Seigneur des anneaux : Le Retour du roi                             | 2003  | 2 935 984 | États-Unis Nouvelle-Zélande |
| 14   | Harry Potter et le Prince de sang-mêlé                                 | 2009  | 2 882 397 | États-Unis Royaume-Uni      |
| 15   | Spider-Man: No Way Home                                                | 2021  | 2 867 515 | États-Unis                  |
| 16   | La Vérité si je mens ! 2                                               | 2001  | 2 830 489 | France                      |
| 17   | Spider-Man 3                                                           | 2007  | 2 778 533 | États-Unis                  |
| 18   | Avatar : La Voie de l'eau                                              | 2022  | 2 739 848 | États-Unis                  |
| 19   | Harry Potter et la Chambre des secrets                                 | 2002  | 2 728 766 | États-Unis Royaume-Uni      |
| 20   | Astérix & Obélix contre César                                          | 1999  | 2 718 443 | France Allemagne            |
| 21   | Pirates des Caraïbes, jusqu'au bout du monde                           | 2007  | 2 709 377 | États-Unis                  |
| 22   | Pirates des Caraïbes : Le Secret du coffre maudit                      | 2006  | 2 708 112 | États-Unis                  |
| 23   | Les Couloirs du temps : Les Visiteurs 2                                | 1998  | 2 655 916 | France                      |
| 24   | Avatar                                                                 | 2009  | 2 648 596 | États-Unis                  |
| 25   | Rien à déclarer                                                        | 2011  | 2 587 056 | France Belgique             |
| 26   | Avengers: Infinity War                                                 | 2018  | 2 565 953 | États-Unis                  |
| 27   | Harry Potter et les reliques de la mort - 1re partie                   | 2010  | 2 537 450 | États-Unis Royaume-Uni      |
| 28   | Star Wars, épisode VIII : Les Derniers Jedi                            | 2017  | 2 510 462 | États-Unis                  |
| 29   | Harry Potter et le Prisonnier d'Azkaban                                | 2004  | 2 503 699 | États-Unis Royaume-Uni      |
| 30   | Harry Potter et l'Ordre du phénix                                      | 2007  | 2 486 291 | États-Unis Royaume-Uni      |
| 31   | La Ch'tite Famille                                                     | 2018  | 2 429 906 | France Belgique             |
| 32   | Vaiana 2                                                               | 2024  | 2 428 637 | États-Unis                  |
| 33   | Star Wars, épisode IX : L'Ascension de Skywalker                       | 2019  | 2 420 710 | États-Unis                  |
| 34   | Twilight - Chapitre 5 : Révélation 2e partie                           | 2012  | 2 409 923 | États-Unis                  |
| 35   | Le Seigneur des anneaux : Les Deux Tours                               | 2002  | 2 404 825 | États-Unis Nouvelle-Zélande |
| 36   | L'Âge de glace 3 - Le Temps des dinosaures                             | 2009  | 2 403 734 | États-Unis                  |
| 37   | Twilight, chapitre II : Tentation                                      | 2009  | 2 318 559 | États-Unis                  |
| 38   | Harry Potter à l'école des sorciers                                    | 2002  | 2 316 734 | États-Unis Royaume-Uni      |
| 39   | Star Wars, épisode I : La Menace fantôme                               | 1999  | 2 257 203 | États-Unis                  |
| 40   | Jurassic Park                                                          | 1993  | 2 256 888 | États-Unis                  |
| 41   | Taxi 3                                                                 | 2003  | 2 251 493 | France                      |
| 42   | Shrek 2                                                                | 2004  | 2 238 286 | États-Unis                  |
| 43   | 2012                                                                   | 2009  | 2 212 370 | États-Unis                  |
| 44   | 007 Spectre                                                            | 2015  | 2 203 549 | Royaume-Uni États-Unis      |
| 45   | Les Tuche 3                                                            | 2018  | 2 201 007 | France                      |
| 46   | Les Minions                                                            | 2015  | 2 180 461 | États-Unis France           |
| 47   | L'Âge de glace 2                                                       | 2006  | 2 171 810 | États-Unis                  |
| 48   | Fast and Furious 7                                                     | 2015  | 2 158 508 | États-Unis Chine            |
| 49   | Qu'est-ce qu'on a encore fait au Bon Dieu ?                            | 2019  | 2 153 093 | France                      |
| 50   | Supercondriaque                                                        | 2014  | 2 151 921 | France Belgique             |
| 51   | Men in Black 2                                                         | 2002  | 2 141 755 | États-Unis                  |
| 52   | La Reine des neiges 2                                                  | 2019  | 2 137 267 | États-Unis                  |
| 53   | Intouchables                                                           | 2011  | 2 126 545 | France                      |
| 54   | Matrix Revolutions                                                     | 2003  | 2 121 172 | États-Unis Australie        |
| 55   | Matrix Reloaded                                                        | 2003  | 2 112 676 | États-Unis Australie        |
| 56   | Spider-Man 2                                                           | 2004  | 2 100 789 | États-Unis                  |
| 57   | Jurassic World                                                         | 2015  | 2 087 959 | États-Unis                  |
| 58   | Cinquante nuances de Grey                                              | 2015  | 2 081 638 | États-Unis                  |
| 59   | Rambo 2 : La Mission                                                   | 1985  | 2 075 238 | États-Unis                  |
| 60   | Iron Man 3                                                             | 2013  | 2 064 740 | États-Unis Chine            |
| 61   | Le Monde de Nemo                                                       | 2003  | 2 056 621 | États-Unis                  |
| 62   | Avengers                                                               | 2012  | 2 041 362 | États-Unis                  |
| 63   | Twilight - Chapitre IV : Révélation 1re partie                         | 2011  | 2 018 771 | États-Unis                  |
| 64   | Taxi 4                                                                 | 2007  | 2 010 736 | France                      |
| 65   | Star Wars, épisode II : L'Attaque des clones                           | 2002  | 2 002 398 | États-Unis                  |
| 66   | Twilight, chapitre III : Hésitation                                    | 2010  | 2 001 000 | États-Unis                  |
| 67   | Le Monde perdu : Jurassic Park                                         | 1997  | 1 992 899 | États-Unis                  |
| 68   | Le Seigneur des anneaux : La Communauté de l'anneau                    | 2001  | 1 978 162 | États-Unis Nouvelle-Zélande |
| 69   | Ratatouille                                                            | 2007  | 1 951 074 | États-Unis                  |
| 70   | La Vérité si je mens ! 3                                               | 2012  | 1 944 022 | France                      |
| 71   | Lucy                                                                   | 2014  | 1 941 424 | France Allemagne            |
| 72   | Independence Day                                                       | 1996  | 1 941 238 | États-Unis                  |
| 73   | Vice-versa 2                                                           | 2024  | 1 933 523 | États-Unis                  |
| 74   | Moi, moche et méchant 3                                                | 2017  | 1 928 940 | États-Unis France           |
| 75   | Avengers : L'Ère d'Ultron                                              | 2015  | 1 926 049 | États-Unis                  |
| 76   | Le Pacte des loups                                                     | 2001  | 1 924 934 | France                      |
| 77   | Spider-Man                                                             | 2002  | 1 903 136 | États-Unis                  |
| 78   | Astérix et Obélix : L'Empire du Milieu                                 | 2023  | 1 882 686 | France                      |
| 79   | Camping                                                                | 2006  | 1 879 507 | France                      |
| 80   | Super Mario Bros. le film                                              | 2023  | 1 866 914 | États-Unis Japon            |
| 81   | Fast and Furious 8                                                     | 2017  | 1 861 108 | États-Unis Chine            |
| 82   | Les Indestructibles 2                                                  | 2018  | 1 840 492 | États-Unis                  |
| 83   | Skyfall                                                                | 2012  | 1 839 220 | Royaume-Uni États-Unis      |
| 84   | The Dark Knight Rises                                                  | 2012  | 1 835 547 | États-Unis Royaume-Uni      |
| 85   | Le Marginal                                                            | 1983  | 1 814 843 | France                      |
| 86   | Le Monde de Narnia : Le Lion, la Sorcière blanche et l'Armoire magique | 2005  | 1 813 554 | États-Unis Royaume-Uni      |
| 87   | Le Cinquième Élément                                                   | 1997  | 1 813 448 | France                      |
| 88   | Coco                                                                   | 2009  | 1 806 263 | France                      |
| 89   | Rogue One: A Star Wars Story                                           | 2016  | 1 798 117 | États-Unis                  |
| 90   | Le Hobbit : La Bataille des Cinq Armées                                | 2014  | 1 789 196 | États-Unis Nouvelle-Zélande |
| 91   | L'As des as                                                            | 1982  | 1 781 712 | France Allemagne de l'Ouest |
| 92   | Matrix                                                                 | 1999  | 1 778 279 | États-Unis Australie        |
| 93   | L'Âge de glace 4                                                       | 2012  | 1 767 490 | États-Unis                  |
| 94   | Shrek le troisième                                                     | 2007  | 1 751 471 | États-Unis                  |
| 95   | La Planète des singes : L'Affrontement                                 | 2014  | 1 746 921 | États-Unis                  |
| 96   | Titanic                                                                | 1998  | 1 743 419 | États-Unis                  |
| 97   | Sur la piste du Marsupilami                                            | 2012  | 1 728 270 | France Belgique             |
| 98   | La Planète des singes                                                  | 2001  | 1 728 196 | États-Unis                  |
| 99   | Shrek 4, il était une fin                                              | 2010  | 1 722 859 | États-Unis                  |
| 100  | Mission impossible                                                     | 1996  | 1 713 919 | États-Unis Royaume-Uni      |